# Alexander van Oranje-Nassau (1851-1884)
Willem Alexander Carel Hendrik Frederik (Den Haag, 25 augustus 1851 – aldaar, 21 juni 1884), prins van Oranje, prins der Nederlanden, prins van Oranje-Nassau, was de derde en jongste zoon uit het huwelijk van koning Willem III en Sophie van Württemberg. Vanaf het overlijden van zijn broer Willem op 11 juni 1879 tot aan zijn dood was Alexander de kroonprins. Hij werd echter nooit koning, want zijn vader overleefde hem.

## Biografie

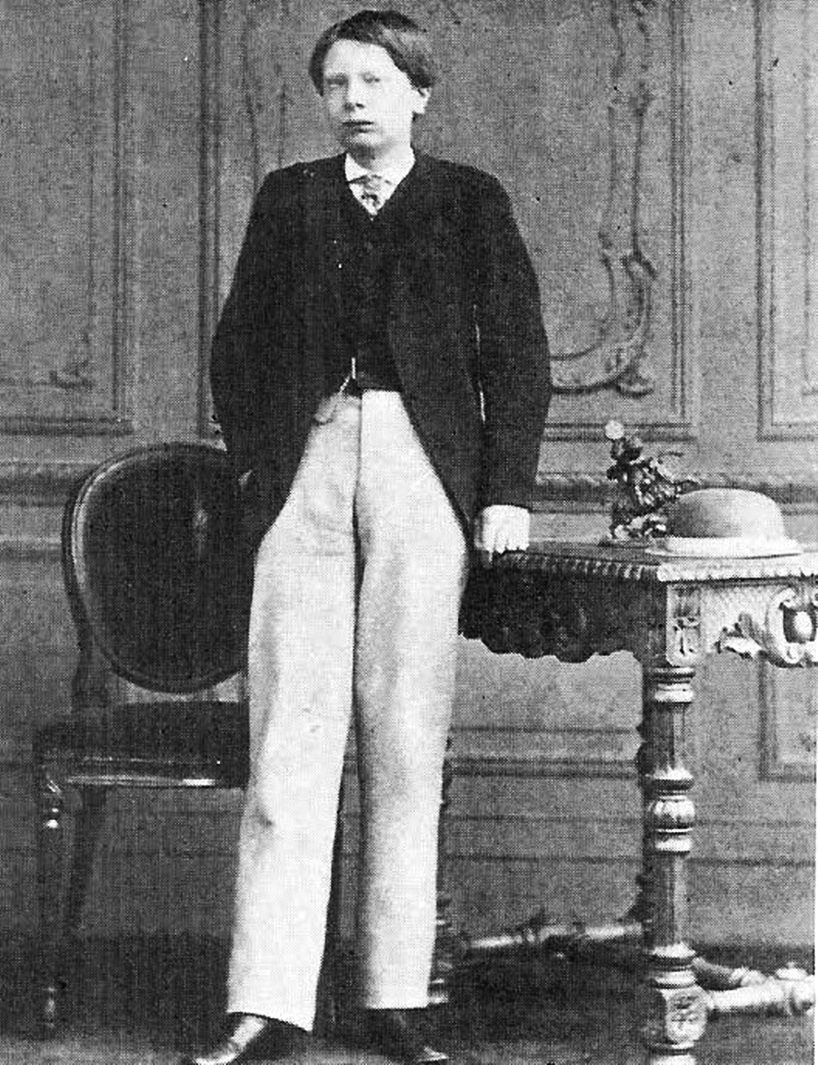
Alexander op jeugdige leeftijd

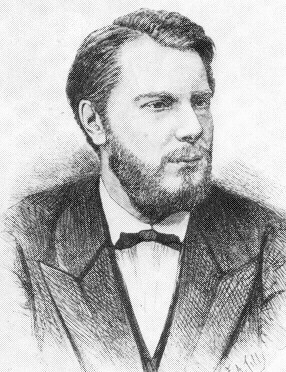
Tekening van prins Alexander

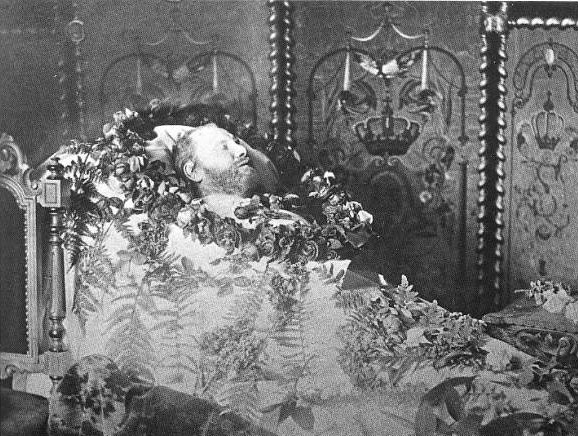
Prins Alexander op zijn doodsbed

Prins Alexander werd te vroeg geboren op 25 augustus 1851. Hij werd mogelijk vernoemd naar zijn in 1848 overleden oom, op wie zijn vader erg gesteld was geweest. Alexander had vanaf zijn geboorte een zwakke gezondheid en was daarnaast erg gevoelig en nerveus. Zijn moeder Sophie, die hem met het koosnaampje Loulou aansprak, omschreef hem als een vreemde jongen met een karakter vol tegenstrijdigheden. 
Omdat Alexander zo kwetsbaar was, werd hij gedoopt op paleis Noordeinde. Voor zijn moeder was zijn ziekelijkheid reden hem met veel zorg en liefde te omringen. Ze bemoeide zich (hetgeen voor een vrouw van haar stand zeer uitzonderlijk was) persoonlijk met alle aspecten van zijn verzorging en opvoeding. Zo bepaalde ze zijn bedtijd, hield ze toezicht op zijn maaltijden en gaf ze hem aanvankelijk zelf les. Later werd jonkheer D.C.M. Hooft aangesteld als gouverneur van Alexander.
Koning Willem III heeft nooit een warme band met zijn jongste zoon gehad. De kortstondige verzoening met koningin Sophie die tot zijn verwekking had geleid, was voor het einde van de zwangerschap al voorbij. Het huwelijk van de koning en koningin zou enkele jaren later eindigen in een scheiding van tafel en bed. Willem III, die een grote man was met een robuuste gezondheid, vond Alexander minnetjes. Hij stoorde zich eraan dat zijn zoon zich ontwikkelde tot een moederskindje. Waar de koning de zeggenschap over zijn oudste zoon graag voor zichzelf wilde houden, liet hij Alexander bijna volledig aan zijn vrouw over. Tot zijn negende zou Alexander de zomers doorbrengen op Paleis Huis ten Bosch. Daarnaast werd er ter verbetering van zijn gezondheid veel gereisd.
Om Alexander meer onder leeftijdsgenoten te brengen werd op initiatief van zijn moeder in Den Haag een dispuutgezelschap opgericht met de naam, Serva Fidem (Dien trouw). Behalve Alexander behoorden er zoons van adellijke families, staatslieden en hofpersoneel toe. Er werd gediscussieerd over allerlei actuele onderwerpen. Hij bouwde daar vriendschappen op, bijvoorbeeld met de latere politicus Theo Heemskerk, Jacques en Cor Beelaerts van Blokland, Franck Schimmelpenninck, Willem van der Vlugt en Catharinus Henri Cornelis Ascanius van Sypesteyn. In tegenstelling tot zijn oudste broer was prins Alexander gedisciplineerd, intellectueel en las hij veel. Hij hield zich via kranten en andere bronnen op de hoogte van wat er in het land en de wereld gebeurde.
Op 1 oktober 1870 schreef hij zich in bij de Rijksuniversiteit van Leiden. In de periode 1871-1874 studeerde hij Rechten, met als studierichting Nederlands staatsrecht en administratief recht. Hij woonde daar in een gehuurde woning aan het Rapenburg. Later woonde hij in de voormalige huurwoning van Johan de Witt aan de Kneuterdijk te Den Haag, later genaamd het Johan de Witthuis. De koning, die alles financierde, wilde dat Alexander meer op eigen benen kwam te staan en zorgde er voor dat hij een eigen hofhouding kreeg.
In 1869 trad Alexander, zoals gebruikelijk binnen het koningshuis, toe tot de Nederlandse Hervormde Kerk. In 1876 installeerde zijn oudoom prins Frederik hem als lid van de Orde van Vrijmetselaren onder het Grootoosten der Nederlanden. In 1881 volgde hij prins Frederik na diens dood op als Grootmeester.
Na het overlijden van zijn broer Willem werd Alexander kroonprins en daarmee automatisch van rechtswege lid van de Raad van State (Nederland), van 11 juni 1879 tot zijn dood op 21 juni 1884.
In zijn vroege jeugd vond vader koning Willem III het noodzakelijk dat Alexander een functie kreeg in het leger, net zoals zijn broer Willem. In augustus 1861 werd hij daarom benoemd tot tweede luitenant bij het Regiment Grenadiers en Jagers. Deze functie was een erebaan die weinig om het lijf had. Voor militaire zaken had de prins geen interesse en zijn gebrekkige gezondheid verhinderde hem in actieve dienst te gaan. Op latere leeftijd toen hij volwassen was en kroonprins vanaf 1879, zou hij de officiersrangen bekleden van schout-bij-nacht à la suite, en generaal-majoor bij de Grote Staf. Alexander zei zelf over zijn rol in het leger: 'Ik heb wel is waar een militaire rang; dit behoort er nu eenmaal toe wanneer men prins is, en men kan toch - de wereld is niet anders - niet altijd in zwarten rok en met een witten das in het publiek verschijnen, maar hierbij wensch ik het te laten'.
Bij de uitvaart van zijn moeder, koningin Sophie, in de Nieuwe Kerk te Delft raakte Alexander buiten zichzelf van wanhoop. Vlak voordat de kist in de grafkelder werd gedragen kwam Alexander naar voren, omklemde de kist met beide handen en bedekte het hout met kussen. Het was zijn broer Willem die hem wist te kalmeren. Prins Alexander bezocht zijn broer nu en dan in Parijs. Na het overlijden van zijn moeder in 1877 en zijn oudste broer in 1879 vereenzaamde de prins. Op 2 november 1877 schreef hij zijn vriend Cor Beelaerts van Blokland: 'Laat mij de vrijheid mijn eenzaam levenspad alleen te bewandelen. Ik weet zeer goed dat ik door het afsterven van mijner geliefde moeder volkomen alleen op de wereld sta'. Hij begon over trouwen na te denken, hij zocht iemand die hem volledig begreep, met wie hij zijn problemen en verdriet kon bespreken en waar hij zijn hart kon uitstorten. Ondanks enkele plannen en het inwinnen van informatie over geschikte huwelijkskandidaten zou een huwelijk geen werkelijkheid worden.
Tijdens zijn laatste jaren zonderde Alexander zich steeds meer af. Zijn weigering de representatieve plichten als Prins van Oranje te vervullen (zoals het bijwonen van de opening van het parlement) zorgde voor verwijdering tussen hem en het enige familielid waarmee hij op vertrouwde voet stond, de oude prins Frederik. Toen zijn oudoom in september 1881 overleed, verbleef Alexander in Zwitserland.
Tegenwoordig zou men Alexander waarschijnlijk depressief hebben genoemd. Hij lag vele dagen lusteloos op bed, kon zich er niet toe zetten zich volledig aan te kleden (zelfs niet wanneer hij bezoek kreeg) en bleef zelfs na een aantal jaren intens rouwen om zijn overleden geliefden. Dikwijls onttrok hij zich met een beroep op zijn gezondheid aan het ontvangen van bezoek. Na 1882 verliet Alexander zijn paleis aan de Kneuterdijk nauwelijks meer. Hij bezocht enkel nog de grafkelder in Delft op de geboorte- en sterfdagen van zijn moeder en broer. Alexander bracht zijn tijd door met lezen en het verzamelen van onder andere miniaturen. Als gezelschap had hij zijn personeel en daarnaast een hondje en een papegaai. Hij hield doorgaans de gordijnen en luiken van zijn huis gesloten en hij ging zelfs niet wandelen in zijn eigen tuin. Zijn gezondheid verslechterde door deze levensstijl. Hij zag er volgens Minister van Oorlog Weitzel, die hem enkele malen bezocht,  bleek, ongezond en verwaarloosd uit. Daarnaast werd hij door het gebrek aan beweging en zijn stevige eetlust zwaarlijvig.
Eind mei 1884 liet Alexander hofarts Vinkhuyzen komen omdat hij zich 'meer dan gewoonlijk onwel' voelde. Omdat men zijn toestand niet erg ernstig inschatte, vertrok koning Willem III volgens plan naar Duitsland om er te gaan kuren voor zijn eigen gezondheidsklachten. Hij liet zich per telegram informeren over zijn zoon, die steeds zieker werd. De 32-jarige Alexander stierf op 21 juni 1884 aan vlektyfus. Hij was nooit getrouwd en had geen kinderen. Omdat zijn vader zijn verblijf in Duitsland en zijn kuur niet wilde onderbreken, werd de begrafenis alsmaar uitgesteld. De koning keerde uiteindelijk op 15 juli 1884 terug in Den Haag. Hij bezocht het paleis van zijn zoon, waar diens lichaam al bijna vier weken stond opgebaard, niet. Prins Alexander werd op 17 juli 1884 bijgezet in de grafkelder van de Oranjes in de Nieuwe Kerk te Delft. Zijn halfzus Wilhelmina was vanaf zijn overlijden de troonopvolgster.

## Nalatenschap
Alexander had een brede belangstelling voor boeken en oude geschriften, zoals die van Voltaire en andere intellectuelen. Hij verzamelde originele handschriften en andere belangrijke stukken uit de tijd van de hertog van Alva en over de onafhankelijkheidsstrijd van de Zuidelijke Nederlanden in de jaren 1830. Tevens begon hij met het verzamelen van vlinders en miniaturen, zijn huis werd daardoor een soort rariteitenkabinet. Hij zocht hiermee afleiding -en na het overlijden van zijn moeder en broer prins Willem- troost in deze wereldse zaken. Ook de schilderkunst kon hem behagen, hij legde een verzameling schilderijen aan, stimuleerde jonge kunstenaars en betaalde in sommige gevallen hun opleiding. Instellingen die zich bezighouden met de beeldende kunst konden altijd op de steun van Alexander rekenen.
Tijdens de laatste jaren van zijn leven kocht hij een aantal zaken, die eigendom waren geweest van zijn overleden moeder en broer. Deze waren door koning Willem III te koop aangeboden, een van deze zaken was de voormalige woning van zijn broer Willem, Paleis Kneuterdijk. Hij wist deze woning terug te kopen van de gemeente Den Haag, omdat hij vond dat ze in de familie moest blijven. Een kostbaar parelsnoer van zijn overleden moeder kocht hij terug van de juwelier aan wie broer Willem dit verkocht had.
In zijn latere levensjaren werd de band tussen Alexander en zijn vader steeds slechter. Het opnieuw trouwen van zijn vader en het wederzijds onbegrip, door uitersten in karakters, maakte dat hij in de jaren voor zijn overlijden een teruggetrokken leven ging leiden.
Aangezien Alexander geen testament bezat, was zijn vader zijn erfgenaam. Deze deed van de nalatenschap afstand ten behoeve van zijn dochter Wilhelmina. In haar naam werden na zijn overlijden, via een openbare veiling zijn bezittingen verkocht. Zijn vader was in dit alles niet geïnteresseerd. Men zag echter af van het verkopen van juwelen, die eigendom waren geweest, van 's konings eerste vrouw Sophie. Veel ervan bevindt zich nog altijd, al dan niet herschikt, in koninklijke collecties.
In de nalatenschap bevond zich onder andere een stapel brieven en documenten die voor een deel afkomstig waren van koningin Sophie. Om redenen van privacy werden deze toevertrouwd aan de persoonlijke secretaris van Alexander, Willem Johannes Dominicus van Dijck, die ze op verzoek van koningin Emma, tot 1924 zou bewaren in zijn familie, veertig jaar na de dood van de kroonprins. Later zijn deze documenten door de kleinzoon van Van Dijck aangeboden aan koningin Wilhelmina.

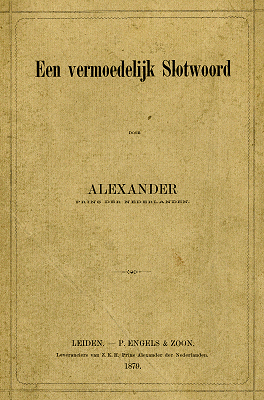
Brochure door Alexander, Prins der Nederlanden: Een vermoedelijk Slotwoord, 1879

## Eerbewijzen en nevenfuncties
Mede dankzij zijn reizen was prins Alexander de bezitter van enige hoge ridderorden. Hij was sinds 1861 ridder Grootkruis in de Orde van de Nederlandse Leeuw en ook ridder Grootkruis in de Orde van de Eikenkroon. Een andere eerbewijs was, kolonel Russisch regiment nr. 5, grenadiers van Kiev "Koning der Nederlanden".
Hij was erelid van de National Skating Association of Great-Britain, gevestigd te Cambridge. Deze Britse schaatsenrijdersbond had reeds een Prins van Oranje-beker, waar eind 19e eeuw in Groot-Brittannië kampioenschappen om werden gehouden. Hij was erevoorzitter van de Commissie tot oprichting van het gedenkteken voor de leiders van het ontzet van Leiden (in het Plantsoen), 1923-1924, tevens was Alexander erevoorzitter van de Koningin Sophia-Vereeniging tot Bescherming van Dieren, deze vereniging werd opgericht uit naam van zijn moeder koningin Sophia.
Alexander is de naamgever van de Prins Alexanderpolder in Rotterdam.

## Televisieserie
In 1998 werd door de KRO de televisieserie Wij Alexander uitgezonden, die het leven van prins Alexander als onderwerp had. De thrillerserie, die in het begin van de twintigste eeuw speelt, voert een door Jacques Commandeur gespeelde oude heer op, die - zo wordt gesuggereerd - wellicht prins Alexander zou zijn. Deze zou niet zijn overleden, maar wegens geestesziekte zijn weggestopt in een tehuis.

## Publicaties
- Alexander (1879). Nadere toelichting van mijnen brief van den 17den September 1879. P. Engels & Zoon, Leiden.
- Alexander (1879). Een vermoedelijk slotwoord. P. Engels en Zoon, Leiden.

## Voorouders
| Koning Frederik I van Württemberg (1754-1816) | Koning Frederik I van Württemberg (1754-1816) | Koning Frederik I van Württemberg (1754-1816) | Koning Frederik I van Württemberg (1754-1816) | Koning Frederik I van Württemberg (1754-1816) | Koning Frederik I van Württemberg (1754-1816) |                                             |                                             | Hertogin Augusta Caroline van Brunswijk (1764-1788) | Hertogin Augusta Caroline van Brunswijk (1764-1788) | Hertogin Augusta Caroline van Brunswijk (1764-1788) | Hertogin Augusta Caroline van Brunswijk (1764-1788) | Hertogin Augusta Caroline van Brunswijk (1764-1788)     | Hertogin Augusta Caroline van Brunswijk (1764-1788)     |                                                         |                                                         | Tsaar Paul I van Rusland (1754-1801)                    | Tsaar Paul I van Rusland (1754-1801)                    | Tsaar Paul I van Rusland (1754-1801) | Tsaar Paul I van Rusland (1754-1801) | Tsaar Paul I van Rusland (1754-1801) | Tsaar Paul I van Rusland (1754-1801) |  |  | Prinses Sophia Dorothea van Württemberg (1759-1828) | Prinses Sophia Dorothea van Württemberg (1759-1828) | Prinses Sophia Dorothea van Württemberg (1759-1828) | Prinses Sophia Dorothea van Württemberg (1759-1828) | Prinses Sophia Dorothea van Württemberg (1759-1828) | Prinses Sophia Dorothea van Württemberg (1759-1828) |                                                    |                                                    | Koning Willem I der Nederlanden (1772-1843)        | Koning Willem I der Nederlanden (1772-1843)        | Koning Willem I der Nederlanden (1772-1843)   | Koning Willem I der Nederlanden (1772-1843)   | Koning Willem I der Nederlanden (1772-1843)   | Koning Willem I der Nederlanden (1772-1843)   |                                              |                                              | Prinses Wilhelmina van Pruisen (1774-1837)   | Prinses Wilhelmina van Pruisen (1774-1837)   | Prinses Wilhelmina van Pruisen (1774-1837) | Prinses Wilhelmina van Pruisen (1774-1837) | Prinses Wilhelmina van Pruisen (1774-1837) | Prinses Wilhelmina van Pruisen (1774-1837) |  |  | George II van Waldeck-Pyrmont (1789-1845) | George II van Waldeck-Pyrmont (1789-1845) | George II van Waldeck-Pyrmont (1789-1845) | George II van Waldeck-Pyrmont (1789-1845) | George II van Waldeck-Pyrmont (1789-1845)     | George II van Waldeck-Pyrmont (1789-1845)     |                                               |                                               | Emma van Anhalt-Bernburg-Schaumburg-Hoym (1802-1858) | Emma van Anhalt-Bernburg-Schaumburg-Hoym (1802-1858) | Emma van Anhalt-Bernburg-Schaumburg-Hoym (1802-1858) | Emma van Anhalt-Bernburg-Schaumburg-Hoym (1802-1858) | Emma van Anhalt-Bernburg-Schaumburg-Hoym (1802-1858) | Emma van Anhalt-Bernburg-Schaumburg-Hoym (1802-1858) |  |  | Willem van Nassau (1792-1839) | Willem van Nassau (1792-1839) | Willem van Nassau (1792-1839) | Willem van Nassau (1792-1839) | Willem van Nassau (1792-1839) | Willem van Nassau (1792-1839) |                               |                               | Pauline van Württemberg (1810-1856) | Pauline van Württemberg (1810-1856) | Pauline van Württemberg (1810-1856) | Pauline van Württemberg (1810-1856) | Pauline van Württemberg (1810-1856) | Pauline van Württemberg (1810-1856) |
| Koning Frederik I van Württemberg (1754-1816) | Koning Frederik I van Württemberg (1754-1816) | Koning Frederik I van Württemberg (1754-1816) | Koning Frederik I van Württemberg (1754-1816) | Koning Frederik I van Württemberg (1754-1816) | Koning Frederik I van Württemberg (1754-1816) |                                             |                                             | Hertogin Augusta Caroline van Brunswijk (1764-1788) | Hertogin Augusta Caroline van Brunswijk (1764-1788) | Hertogin Augusta Caroline van Brunswijk (1764-1788) | Hertogin Augusta Caroline van Brunswijk (1764-1788) | Hertogin Augusta Caroline van Brunswijk (1764-1788)     | Hertogin Augusta Caroline van Brunswijk (1764-1788)     |                                                         |                                                         | Tsaar Paul I van Rusland (1754-1801)                    | Tsaar Paul I van Rusland (1754-1801)                    | Tsaar Paul I van Rusland (1754-1801) | Tsaar Paul I van Rusland (1754-1801) | Tsaar Paul I van Rusland (1754-1801) | Tsaar Paul I van Rusland (1754-1801) |  |  | Prinses Sophia Dorothea van Württemberg (1759-1828) | Prinses Sophia Dorothea van Württemberg (1759-1828) | Prinses Sophia Dorothea van Württemberg (1759-1828) | Prinses Sophia Dorothea van Württemberg (1759-1828) | Prinses Sophia Dorothea van Württemberg (1759-1828) | Prinses Sophia Dorothea van Württemberg (1759-1828) |                                                    |                                                    | Koning Willem I der Nederlanden (1772-1843)        | Koning Willem I der Nederlanden (1772-1843)        | Koning Willem I der Nederlanden (1772-1843)   | Koning Willem I der Nederlanden (1772-1843)   | Koning Willem I der Nederlanden (1772-1843)   | Koning Willem I der Nederlanden (1772-1843)   |                                              |                                              | Prinses Wilhelmina van Pruisen (1774-1837)   | Prinses Wilhelmina van Pruisen (1774-1837)   | Prinses Wilhelmina van Pruisen (1774-1837) | Prinses Wilhelmina van Pruisen (1774-1837) | Prinses Wilhelmina van Pruisen (1774-1837) | Prinses Wilhelmina van Pruisen (1774-1837) |  |  | George II van Waldeck-Pyrmont (1789-1845) | George II van Waldeck-Pyrmont (1789-1845) | George II van Waldeck-Pyrmont (1789-1845) | George II van Waldeck-Pyrmont (1789-1845) | George II van Waldeck-Pyrmont (1789-1845)     | George II van Waldeck-Pyrmont (1789-1845)     |                                               |                                               | Emma van Anhalt-Bernburg-Schaumburg-Hoym (1802-1858) | Emma van Anhalt-Bernburg-Schaumburg-Hoym (1802-1858) | Emma van Anhalt-Bernburg-Schaumburg-Hoym (1802-1858) | Emma van Anhalt-Bernburg-Schaumburg-Hoym (1802-1858) | Emma van Anhalt-Bernburg-Schaumburg-Hoym (1802-1858) | Emma van Anhalt-Bernburg-Schaumburg-Hoym (1802-1858) |  |  | Willem van Nassau (1792-1839) | Willem van Nassau (1792-1839) | Willem van Nassau (1792-1839) | Willem van Nassau (1792-1839) | Willem van Nassau (1792-1839) | Willem van Nassau (1792-1839) |                               |                               | Pauline van Württemberg (1810-1856) | Pauline van Württemberg (1810-1856) | Pauline van Württemberg (1810-1856) | Pauline van Württemberg (1810-1856) | Pauline van Württemberg (1810-1856) | Pauline van Württemberg (1810-1856) |
|                                               |                                               |                                               |                                               |                                               |                                               |                                             |                                             |                                                     |                                                     |                                                     |                                                     |                                                         |                                                         |                                                         |                                                         |                                                         |                                                         |                                      |                                      |                                      |                                      |  |  |                                                     |                                                     |                                                     |                                                     |                                                     |                                                     |                                                    |                                                    |                                                    |                                                    |                                               |                                               |                                               |                                               |                                              |                                              |                                              |                                              |                                            |                                            |                                            |                                            |  |  |                                           |                                           |                                           |                                           |                                               |                                               |                                               |                                               |                                                      |                                                      |                                                      |                                                      |                                                      |                                                      |  |  |                               |                               |                               |                               |                               |                               |                               |                               |                                     |                                     |                                     |                                     |                                     |                                     |
|                                               |                                               |                                               |                                               |                                               |                                               |                                             |                                             |                                                     |                                                     |                                                     |                                                     |                                                         |                                                         |                                                         |                                                         |                                                         |                                                         |                                      |                                      |                                      |                                      |  |  |                                                     |                                                     |                                                     |                                                     |                                                     |                                                     |                                                    |                                                    |                                                    |                                                    |                                               |                                               |                                               |                                               |                                              |                                              |                                              |                                              |                                            |                                            |                                            |                                            |  |  |                                           |                                           |                                           |                                           |                                               |                                               |                                               |                                               |                                                      |                                                      |                                                      |                                                      |                                                      |                                                      |  |  |                               |                               |                               |                               |                               |                               |                               |                               |                                     |                                     |                                     |                                     |                                     |                                     |
|                                               |                                               |                                               |                                               | Koning Willem I van Württemberg (1781-1864)   | Koning Willem I van Württemberg (1781-1864)   | Koning Willem I van Württemberg (1781-1864) | Koning Willem I van Württemberg (1781-1864) | Koning Willem I van Württemberg (1781-1864)         | Koning Willem I van Württemberg (1781-1864)         |                                                     |                                                     | Grootvorstin Catharina Paulowna van Rusland (1788-1819) | Grootvorstin Catharina Paulowna van Rusland (1788-1819) | Grootvorstin Catharina Paulowna van Rusland (1788-1819) | Grootvorstin Catharina Paulowna van Rusland (1788-1819) | Grootvorstin Catharina Paulowna van Rusland (1788-1819) | Grootvorstin Catharina Paulowna van Rusland (1788-1819) |                                      |                                      |                                      |                                      |  |  |                                                     |                                                     |                                                     |                                                     | Grootvorstin Anna Paulowna van Rusland (1795-1865)  | Grootvorstin Anna Paulowna van Rusland (1795-1865)  | Grootvorstin Anna Paulowna van Rusland (1795-1865) | Grootvorstin Anna Paulowna van Rusland (1795-1865) | Grootvorstin Anna Paulowna van Rusland (1795-1865) | Grootvorstin Anna Paulowna van Rusland (1795-1865) |                                               |                                               | Koning Willem II der Nederlanden (1792-1849)  | Koning Willem II der Nederlanden (1792-1849)  | Koning Willem II der Nederlanden (1792-1849) | Koning Willem II der Nederlanden (1792-1849) | Koning Willem II der Nederlanden (1792-1849) | Koning Willem II der Nederlanden (1792-1849) |                                            |                                            |                                            |                                            |  |  |                                           |                                           |                                           |                                           | George Victor van Waldeck-Pyrmont (1831-1893) | George Victor van Waldeck-Pyrmont (1831-1893) | George Victor van Waldeck-Pyrmont (1831-1893) | George Victor van Waldeck-Pyrmont (1831-1893) | George Victor van Waldeck-Pyrmont (1831-1893)        | George Victor van Waldeck-Pyrmont (1831-1893)        |                                                      |                                                      |                                                      |                                                      |  |  |                               |                               |                               |                               | Helena van Nassau (1831-1888) | Helena van Nassau (1831-1888) | Helena van Nassau (1831-1888) | Helena van Nassau (1831-1888) | Helena van Nassau (1831-1888)       | Helena van Nassau (1831-1888)       |                                     |                                     |                                     |                                     |
|                                               |                                               |                                               |                                               | Koning Willem I van Württemberg (1781-1864)   | Koning Willem I van Württemberg (1781-1864)   | Koning Willem I van Württemberg (1781-1864) | Koning Willem I van Württemberg (1781-1864) | Koning Willem I van Württemberg (1781-1864)         | Koning Willem I van Württemberg (1781-1864)         |                                                     |                                                     | Grootvorstin Catharina Paulowna van Rusland (1788-1819) | Grootvorstin Catharina Paulowna van Rusland (1788-1819) | Grootvorstin Catharina Paulowna van Rusland (1788-1819) | Grootvorstin Catharina Paulowna van Rusland (1788-1819) | Grootvorstin Catharina Paulowna van Rusland (1788-1819) | Grootvorstin Catharina Paulowna van Rusland (1788-1819) |                                      |                                      |                                      |                                      |  |  |                                                     |                                                     |                                                     |                                                     | Grootvorstin Anna Paulowna van Rusland (1795-1865)  | Grootvorstin Anna Paulowna van Rusland (1795-1865)  | Grootvorstin Anna Paulowna van Rusland (1795-1865) | Grootvorstin Anna Paulowna van Rusland (1795-1865) | Grootvorstin Anna Paulowna van Rusland (1795-1865) | Grootvorstin Anna Paulowna van Rusland (1795-1865) |                                               |                                               | Koning Willem II der Nederlanden (1792-1849)  | Koning Willem II der Nederlanden (1792-1849)  | Koning Willem II der Nederlanden (1792-1849) | Koning Willem II der Nederlanden (1792-1849) | Koning Willem II der Nederlanden (1792-1849) | Koning Willem II der Nederlanden (1792-1849) |                                            |                                            |                                            |                                            |  |  |                                           |                                           |                                           |                                           | George Victor van Waldeck-Pyrmont (1831-1893) | George Victor van Waldeck-Pyrmont (1831-1893) | George Victor van Waldeck-Pyrmont (1831-1893) | George Victor van Waldeck-Pyrmont (1831-1893) | George Victor van Waldeck-Pyrmont (1831-1893)        | George Victor van Waldeck-Pyrmont (1831-1893)        |                                                      |                                                      |                                                      |                                                      |  |  |                               |                               |                               |                               | Helena van Nassau (1831-1888) | Helena van Nassau (1831-1888) | Helena van Nassau (1831-1888) | Helena van Nassau (1831-1888) | Helena van Nassau (1831-1888)       | Helena van Nassau (1831-1888)       |                                     |                                     |                                     |                                     |
|                                               |                                               |                                               |                                               |                                               |                                               |                                             |                                             |                                                     |                                                     |                                                     |                                                     |                                                         |                                                         |                                                         |                                                         |                                                         |                                                         |                                      |                                      |                                      |                                      |  |  |                                                     |                                                     |                                                     |                                                     |                                                     |                                                     |                                                    |                                                    |                                                    |                                                    |                                               |                                               |                                               |                                               |                                              |                                              |                                              |                                              |                                            |                                            |                                            |                                            |  |  |                                           |                                           |                                           |                                           |                                               |                                               |                                               |                                               |                                                      |                                                      |                                                      |                                                      |                                                      |                                                      |  |  |                               |                               |                               |                               |                               |                               |                               |                               |                                     |                                     |                                     |                                     |                                     |                                     |
|                                               |                                               |                                               |                                               |                                               |                                               |                                             |                                             | Prinses Sophie van Wurtemberg (1818-1877)           | Prinses Sophie van Wurtemberg (1818-1877)           | Prinses Sophie van Wurtemberg (1818-1877)           | Prinses Sophie van Wurtemberg (1818-1877)           | Prinses Sophie van Wurtemberg (1818-1877)               | Prinses Sophie van Wurtemberg (1818-1877)               |                                                         |                                                         |                                                         |                                                         |                                      |                                      |                                      |                                      |  |  |                                                     |                                                     |                                                     |                                                     |                                                     |                                                     |                                                    |                                                    | Koning Willem III der Nederlanden (1817-1890)      | Koning Willem III der Nederlanden (1817-1890)      | Koning Willem III der Nederlanden (1817-1890) | Koning Willem III der Nederlanden (1817-1890) | Koning Willem III der Nederlanden (1817-1890) | Koning Willem III der Nederlanden (1817-1890) |                                              |                                              |                                              |                                              |                                            |                                            |                                            |                                            |  |  |                                           |                                           |                                           |                                           |                                               |                                               |                                               |                                               | Emma van Waldeck-Pyrmont (1858-1934)                 | Emma van Waldeck-Pyrmont (1858-1934)                 | Emma van Waldeck-Pyrmont (1858-1934)                 | Emma van Waldeck-Pyrmont (1858-1934)                 | Emma van Waldeck-Pyrmont (1858-1934)                 | Emma van Waldeck-Pyrmont (1858-1934)                 |  |  |                               |                               |                               |                               |                               |                               |                               |                               |                                     |                                     |                                     |                                     |                                     |                                     |
|                                               |                                               |                                               |                                               |                                               |                                               |                                             |                                             | Prinses Sophie van Wurtemberg (1818-1877)           | Prinses Sophie van Wurtemberg (1818-1877)           | Prinses Sophie van Wurtemberg (1818-1877)           | Prinses Sophie van Wurtemberg (1818-1877)           | Prinses Sophie van Wurtemberg (1818-1877)               | Prinses Sophie van Wurtemberg (1818-1877)               |                                                         |                                                         |                                                         |                                                         |                                      |                                      |                                      |                                      |  |  |                                                     |                                                     |                                                     |                                                     |                                                     |                                                     |                                                    |                                                    | Koning Willem III der Nederlanden (1817-1890)      | Koning Willem III der Nederlanden (1817-1890)      | Koning Willem III der Nederlanden (1817-1890) | Koning Willem III der Nederlanden (1817-1890) | Koning Willem III der Nederlanden (1817-1890) | Koning Willem III der Nederlanden (1817-1890) |                                              |                                              |                                              |                                              |                                            |                                            |                                            |                                            |  |  |                                           |                                           |                                           |                                           |                                               |                                               |                                               |                                               | Emma van Waldeck-Pyrmont (1858-1934)                 | Emma van Waldeck-Pyrmont (1858-1934)                 | Emma van Waldeck-Pyrmont (1858-1934)                 | Emma van Waldeck-Pyrmont (1858-1934)                 | Emma van Waldeck-Pyrmont (1858-1934)                 | Emma van Waldeck-Pyrmont (1858-1934)                 |  |  |                               |                               |                               |                               |                               |                               |                               |                               |                                     |                                     |                                     |                                     |                                     |                                     |
|                                               |                                               |                                               |                                               |                                               |                                               |                                             |                                             |                                                     |                                                     |                                                     |                                                     |                                                         |                                                         |                                                         |                                                         |                                                         |                                                         |                                      |                                      |                                      |                                      |  |  |                                                     |                                                     |                                                     |                                                     |                                                     |                                                     |                                                    |                                                    |                                                    |                                                    |                                               |                                               |                                               |                                               |                                              |                                              |                                              |                                              |                                            |                                            |                                            |                                            |  |  |                                           |                                           |                                           |                                           |                                               |                                               |                                               |                                               |                                                      |                                                      |                                                      |                                                      |                                                      |                                                      |  |  |                               |                               |                               |                               |                               |                               |                               |                               |                                     |                                     |                                     |                                     |                                     |                                     |
|                                               |                                               |                                               |                                               |                                               |                                               |                                             |                                             |                                                     |                                                     |                                                     |                                                     |                                                         |                                                         |                                                         |                                                         |                                                         |                                                         |                                      |                                      |                                      |                                      |  |  |                                                     |                                                     |                                                     |                                                     |                                                     |                                                     |                                                    |                                                    |                                                    |                                                    |                                               |                                               |                                               |                                               |                                              |                                              |                                              |                                              |                                            |                                            |                                            |                                            |  |  |                                           |                                           |                                           |                                           |                                               |                                               |                                               |                                               |                                                      |                                                      |                                                      |                                                      |                                                      |                                                      |  |  |                               |                               |                               |                               |                               |                               |                               |                               |                                     |                                     |                                     |                                     |                                     |                                     |
|                                               |                                               |                                               |                                               |                                               |                                               |                                             |                                             |                                                     |                                                     |                                                     |                                                     |                                                         |                                                         |                                                         |                                                         | Willem (1840-1879)                                      | Willem (1840-1879)                                      | Willem (1840-1879)                   | Willem (1840-1879)                   | Willem (1840-1879)                   | Willem (1840-1879)                   |  |  | Maurits (1843-1850)                                 | Maurits (1843-1850)                                 | Maurits (1843-1850)                                 | Maurits (1843-1850)                                 | Maurits (1843-1850)                                 | Maurits (1843-1850)                                 |                                                    |                                                    | Alexander (1851-1884)                              | Alexander (1851-1884)                              | Alexander (1851-1884)                         | Alexander (1851-1884)                         | Alexander (1851-1884)                         | Alexander (1851-1884)                         |                                              |                                              | Wilhelmina der Nederlanden (1880-1962)       | Wilhelmina der Nederlanden (1880-1962)       | Wilhelmina der Nederlanden (1880-1962)     | Wilhelmina der Nederlanden (1880-1962)     | Wilhelmina der Nederlanden (1880-1962)     | Wilhelmina der Nederlanden (1880-1962)     |  |  |                                           |                                           |                                           |                                           |                                               |                                               |                                               |                                               |                                                      |                                                      |                                                      |                                                      |                                                      |                                                      |  |  |                               |                               |                               |                               |                               |                               |                               |                               |                                     |                                     |                                     |                                     |                                     |                                     |

## Varia
- Alexander deed van zich spreken door twee brochures: Nadere toelichting van mijnen brief van den 17den September 1879, waarin hij toelichtte waarom hij als kroonprins de opening van de zitting van de Staten-Generaal (op de derde maandag van september, dus 17 september 1879) toch niet wilde bijwonen (hij was alleen aanwezig in 1874 en 1876 toen hij nog geen kroonprins was), en Een vermoedelijk slotwoord door Alexander, Prins der Nederlanden.
- Hij was in 1880 niet aanwezig bij de doop van zijn halfzuster prinses Wilhelmina. Hij was zo verbolgen over zijn vaders tweede huwelijk, dat hij weigerde zijn halfzusje te zien.
- Pas in 1967 kreeg het Huis van Oranje weer een mannelijk lid toen Willem-Alexander werd geboren.